# Acraea aurantiaca
Acraea aurantiaca är en fjärilsart som beskrevs av Le Doux 1931. Acraea aurantiaca ingår i släktet Acraea och familjen praktfjärilar. Inga underarter finns listade i Catalogue of Life.